# مالك هيرستون
مالك هيرستون (بالإنجليزية: Malik Hairston)‏ مواليد 23 فبراير 1987 في ديترويت، هو لاعب كرة سلة أمريكي بدأ مسيرته الاحترافية في سنة 2008 حيث تم اختياره من قبل فريق فينيكس صنز خلال الدرافت ويحمل الرقم 7. يبلغ طوله 6 قدم 6 بوصة (2.0 م).

## فرق لعب لها
- سان أنطونيو سبرز
- أولمبيا ميلانو
- غلطة سراي لكرة السلة

## إحصائيات المسيرة

### الرابطة الوطنية لكرة السلة

#### الموسم الاعتيادي
| السنة   | الفريق           | لعب | بدأ | دقيقة | ميداني% | ثلاثية | حرة  | ارتداد | صنع | استلاب | تصدي | نقطة |
| ------- | ---------------- | --- | --- | ----- | ------- | ------ | ---- | ------ | --- | ------ | ---- | ---- |
| 2008–09 | سان أنطونيو سبرز | 15  | 0   | 10.3  | .490    | .000   | .286 | 1.9    | .9  | .4     | .5   | 3.3  |
| 2009–10 | سان أنطونيو سبرز | 47  | 0   | 6.7   | .526    | .182   | .567 | 1.0    | .3  | .1     | .2   | 2.1  |
| المسيرة |                  | 62  | 0   | 7.6   | .512    | .167   | .514 | 1.2    | .5  | .2     | .3   | 2.4  |

## روابط خارجية
- مالك هيرستون على موقع الدوري الأوروبي لكرة السلة (الإنجليزية)
- مالك هيرستون على موقع إن بي أي (الإنجليزية)
- مالك هيرستون على موقع سبورتس رفرنس (الإنجليزية)
- مالك هيرستون على موقع كرة السلة الأوروبية.كوم (الإنجليزية)
- مالك هيرستون على موقع DraftExpress.com (الإنجليزية)
- مالك هيرستون على موقع كلية كرة السلة في سبورتس رفرنس.كوم (الإنجليزية)
- مالك هيرستون على موقع ريلجم (الإنجليزية)
- مالك هيرستون على موقع بروبوليرز (الإنجليزية)
- مالك هيرستون على موقع سبورتس رفرنس (الإنجليزية)
- مالك هيرستون على موقع سبورتس رفرنس (الإنجليزية)